# ニコラオス・ゲオルガンタス

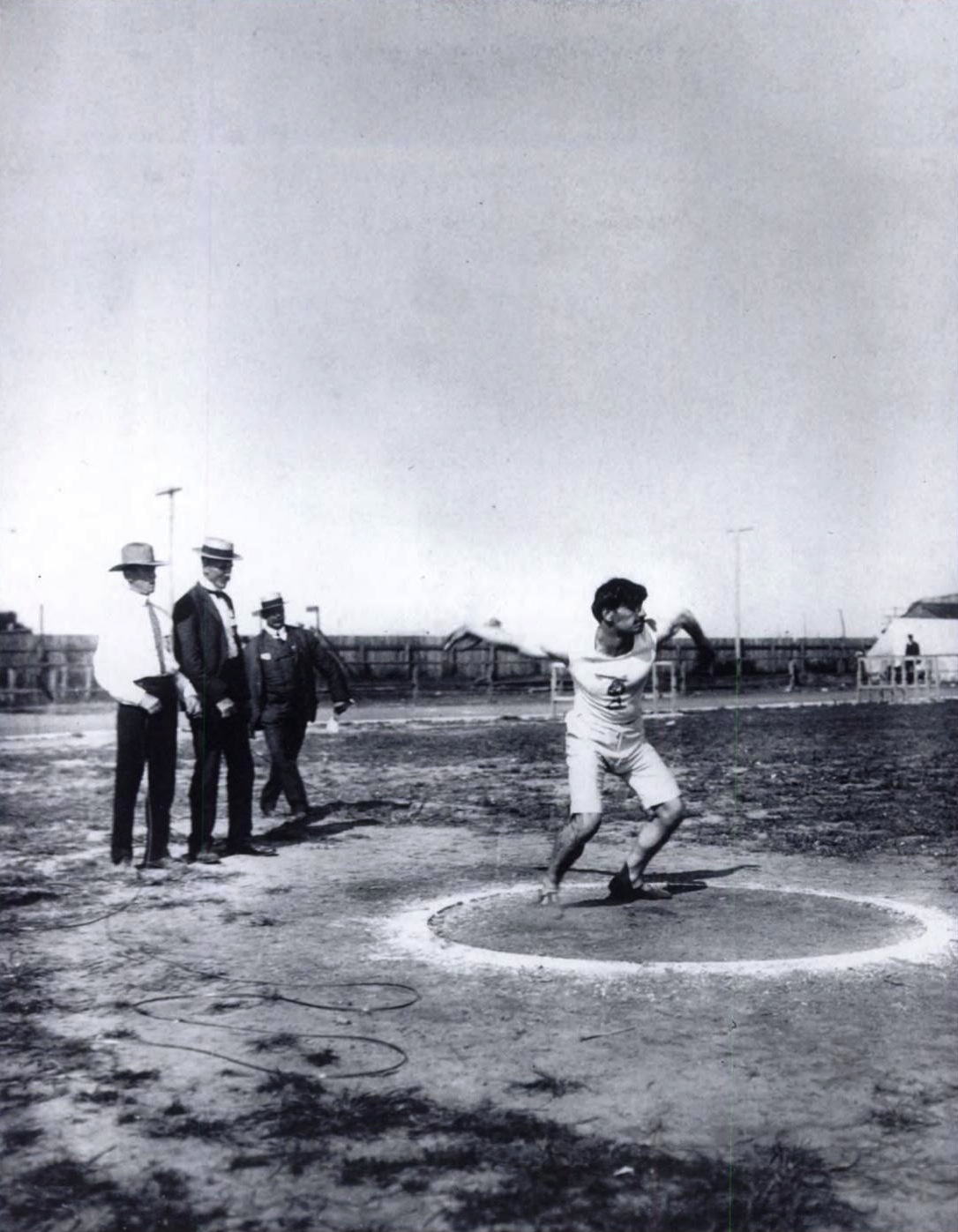
1904年セントルイスオリンピックでのゲオルガンタス

ニコラオス・ゲオルガンタス（ギリシャ語:Νικόλαος Γεωργαντάς、ローマ字:Nikolaos Georgantas 1878年3月12日 - 1958年1月23日）は、ギリシャの陸上競技選手。1904年セントルイスオリンピックの銅メダリストである。サラミス島出身。

## 経歴
ゲオルガンタスは、20世紀初頭のギリシャの投てき選手である。交通事情が今とは比べ物にならないくらい不便な1904年に、アメリカ内陸部で行われたセントルイスオリンピックに出場。砲丸投では失格となってしまったが、円盤投では37m68で、アメリカのマーチン・シェリダン、ラルフ・ローズの2人に次いで銅メダルを獲得した。
2年後の1906年にアテネで行われたオリンピックの中間大会において、ゲオルガンタスは、円盤投の2種目（通常のスタイル、ギリシャ式）と石投げに出場。円盤投では、38m06で、アメリカのシェリダンに2年前に続いて敗れ銀メダルとなった。古代ギリシャの彫刻家ミュロンの作品「円盤投（Discobolus）」のように台の上に乗って投げるギリシャ式円盤投では、32m80でフィンランドのヴェルネル・ヤルビネンに敗れ銀メダルに終わった。一方、6.4kgの石投げでは、19m925で2位のシェリダンに勝利し、金メダルを獲得した。
ゲオルガンタスは、2年後の1908年ロンドンオリンピックでも円盤投を含め4種目に出場（開会式では旗手も務めた）。ギリシャ式円盤投で33.20mの6位という成績が残っているが、円盤投、やり投（自由形）、砲丸投の3種目については記録が残っておらず順位も不明である。